# أحمد محمد الشامي (شاعر)
أحمد محمد محمد الشامي هو شاعر وناقد ومؤرخ يمني. ولد عام 1924 في مدينة الضالع. ونزح إلى صنعاء مع أسرته بعد قصف الطائرات البريطانية الضالع في 1924. توفي والده وهو في سن مبكرة. حفظ القرآن، وتعلم شيئاً من الفقه وقواعد اللغة. انتقل إلى مدرسة الأيتام والتقى بعدد من رجال ثورة 48 وحركة الثلايا 1955. شارك في الدعوة إلى التغيير والإصلاح قبل ثورة 26 سبتمبر. له مقالات نشرت في جريدة فتاة الجزيرة التي تصدر في عدن تحت الاسم المستعار «فتى الفليحي». شارك في ثورة 48 وسجن بعد فشلها، ثم أعفى عنه الإمام أحمد. وفي عام 1961 عين مفوضاً للمملكة المتوكلية بلندن. وقف إلى جانب الإمامة في ثورة 26 سبتمبر. وبعد المصالحة الوطنية في 1970 عين سفيراً لليمن في لندن ثم باريس ثم سفيراً متجولاً. تفرغ للكتابة عام 1974 في مقاطعة كنت بروملي ببريطانيا وظل فيها حتى مماته في 14 مارس 2005 ونقل جثمانه ودفن في صنعاء.

## أعماله

### الدواوين
| - النّفس الأول (ديوان شعر 1955). - علالة المغترب (ديون شعر 1963). - من اليمن (ديوان شعر 1964). - ألحان الشوق (ديوان شعر 1970). - إلياذة من صنعاء (ديوان شعر 1972). - المؤدات (ديوان شعر). | - حصاد العمر (ديوان شعر 1975). - مع العصافير في بروملي (ديوان شعر 1980). - ألف باء اللزوميات (ديوان شعر 1980). - بنات الخمسين (ديوان شعر). - أطياف (ديوان شعر 1985). |

### الدراسات الأدبية والتاريخية
| - قصة الأدب في اليمن. - من لأدب اليمني. - مع الشعر المعاصر في اليمن. - المتنبي. - رسائل الشامي. - ديوان الهبل، دراسة وتحقيق. | - سقول علي بن زايد. - السوانح والبوارح. - جناية الأكوع على ذخائر الهمداني. - شعراء اليمن في الجاهلية والإسلام. - مصادر الفكر اليمني. - تاريخ اليمن الفكري في العصر العباسي. - رياح التغيير في اليمن. |